# دیوید هیدالگو
دیوید هیدالگو (انگلیسی: David Hidalgo؛ زادهٔ ۶ اکتبر ۱۹۵۴) یک موسیقی‌دان اهل ایالات متحده آمریکا است.